# Ludhiana
Ludhiana (em língua hindi: लुधियाना; em panjabi: ਲੁਧਿਆਣਾ; em guzerate: લુધિયાણા) é uma cidade indiana localizada em distrito homônimo, no estado de Punjab. Ela é a maior cidade de sua unidade federativa e a maior da Índia ao norte de Deli, com uma área de 310 km² e uma população de 1,6 milhão segundo o censo de 2011. A mesma fica na antiga margem do rio Sutlej, 13 km (8,1 milhas) ao sul do curso atual.
É um centro industrial do norte da Índia; a emissora de televisão BBC, do Reino Unido, a chamou de Manchester da Índia. Ludhiana esteve entre a lista de cidades inteligentes desenvolvidas pelo governo indiano. De acordo com o Grupo do Banco Mundial, a mesma é a melhor cidade da Índia para fazer negócios.
Ludhiana fica a 107 quilômetros a oeste da capital do estado, Chandigarh, e sua localização central é a rodovia nacional 44, que vai de Nova Deli a Amritsar. Situa-se a 315 km (194 milhas) ao norte de Deli e 142 km (88 milhas) a sudeste de Amritsar, tendo um dos piores níveis de poluição do mundo.

## Geografia
Ludhiana está localizada a 30.9° ao norte e 75.85° ao leste. Tem uma altitude média de 244 metros (798 pés). O território, para os seus residentes, é divido em cidade velha e nova (ou bairros residenciais e oficiais do acampamento colonial britânico, tradicionalmente conhecidos como Linhas Civis; ao contrário das Linhas do Exército, que não são mais existentes, como o acantonamento britânico abandonado em 1845).
Antes de 1785, existiu no local o rio Sutlej. O velho forte ficava às margens do rio (e agora abriga a Faculdade de Engenharia Têxtil). Diz a lenda que um túnel subterrâneo o conectava ao forte em Phillaur –– porém isso é discutível, já que o Sutlej era a linha divisória tradicional entre os principados, frequentemente ocupados por forças inimigas. O solo é de arenito e granito amarelo, formando pequenas colinas e planaltos.[carece de fontes?]
A árvore de maior extração natural era o Acacia indica, mas foi suplantada pelo Eucalyptus, transplantado da Austrália no final dos anos 1950 pelo governo do ministro-chefe Pratap Singh Kairon. Flamboaiãs e jacarandás foram plantados pelos ingleses ao longo das avenidas das Linhas Civis, assim como outras árvores floridas, enquanto a "cidade velha" não contém quase nenhuma vegetação ou parque, exceto algumas Ficus religiosa isoladas, sagradas para os hindus.

### Clima
Ludhiana apresenta um clima subtropical úmido conforme a classificação climática de Köppen-Geiger, com três estações definidas; verão, monção e inverno. A mesma, em média, recebe cerca de 890 milímetros de precipitação anualmente. Ludhiana apresenta um dos piores problemas de poluição atmosférica da Índia, com o material particulado sendo seis vezes maior que o padrão recomendado pela Organização Mundial de Saúde, tornando-se a 13.ª cidade mais poluída do mundo. A poluição industrial da água também é uma preocupação significativa.

## Demografia
| Religiões em Ludhiana | Religiões em Ludhiana | Religiões em Ludhiana | Religiões em Ludhiana | Religiões em Ludhiana |
| --------------------- | --------------------- | --------------------- | --------------------- | --------------------- |
| Religião              |                       |                       | Porcentagem           |                       |
| Hinduísmo             | Hinduísmo             |                       | 65,96%                | 65,96%                |
| Siquismo              | Siquismo              |                       | 28,75%                | 28,75%                |
| Islamismo             | Islamismo             |                       | 2,81%                 | 2,81%                 |
| Cristianismo          | Cristianismo          |                       | 0,68%                 | 0,68%                 |
| Outras                | Outras                |                       | 1,70%                 | 1,70%                 |

Conforme dados provisórios do censo de 2011, Ludhiana tinha uma população de 1.618.879 habitantes. A taxa de alfabetização foi de 82,50%. Esta população é composta por 950.123 homens e 743.530 mulheres.

## Economia
O Banco Mundial classificou Ludhiana como a cidade da Índia com o melhor ambiente de negócios nos anos de 2009 e 2013. As riquezas são trazidas principalmente por unidades industriais de pequena escala, que produzem peças de máquinas, autopeças, eletrodomésticos, meias e roupas.
Ludhiana é o maior centro de produção de bicicletas da Ásia e produz mais de 50% de todas bicicletas da Índia, que ultrapassava 10 milhões por ano. A mesma produz 60% das peças de tratores do país, uma grande parte de peças automotivas e de veículos de duas rodas. Muitas peças usadas nos carros alemães Mercedes-Benz e BMW são produzidas exclusivamente na cidade. É também uma das maiores fabricantes de máquinas de costura domésticas.
A indústria de vestuário fornece emprego a milhões de pessoas e detém as melhores marcas de inverno do mundo. É famosa em toda a Índia por seus suéteres de lã e camisetas de algodão; a maioria das principais marcas indianas de vestuário de lã estão sediadas em Ludhiana. Como resultado de seu domínio na indústria têxtil, é frequentemente apelidado de Manchester da Índia. Ela também possui um crescente setor de TI com vários serviços de software. Além disso, abriga a Associação da Bolsa de Valores de Ludhiana.

## Infraestrutura
Ludhiana é uma mistura de vida urbana e rural. A cidade é cercada por terras agrícolas em todos os lados, mas dentro da cidade existem muitos parques para relaxamento, caminhadas e piqueniques. A cidade também apresenta diversas alternativas para compras, como o Chaura Bazaar, Ghumar Mandi e Kipps, mas estacionamentos podem ser um problema em tais áreas. Shoppings como o Westend e MBD são boas atrações. O Ansal Plaza e SRS são alguns bons centros comerciais de médio porte.

### Educação
Ludhiana tem 363 escolas de ensino secundário, 367 superiores, 324 de nível médio, 1129 primárias e pré-primárias reconhecidas, com um total de 398.770 estudantes. A cidade abriga a maior universidade agrícola da Ásia e uma das maiores do mundo, a Universidade Agrícola de Punjab. A Faculdade de Medicina Cristã foi primeira escola de medicina para mulheres na Ásia, fundada pelo Dr. Dame Edith Mary Brown em 1894. A mesma é um hospital importante e de renome na Índia, onde foi feito o primeiro transplante facial do mundo. Esta instituição é reconhecida pelo Conselho Médico da Índia.
A Faculdade de Engenharia Guru Nanak Dev é uma instituição que oferece educação para estudantes de engenharia. Tem um centro de pesquisa e desenvolvimento para bicicletas e máquinas de costura. Além disso, Ludhiana tem muitas faculdades de administração, tanto em tempo integral ou não, como o Colégio Punjab de Educação Técnica, Faculdade de Comércio e Gestão Sri Aurobindo e etc. A Faculdade Khalsa e Arya também estão presentes para estudos de meio período.
A Faculdade Govt SCD, anteriormente conhecido como Faculdade SD, foi renomeada em 1976 em homenagem ao cientista e físico Satish Chandra Dhawan. Dhawan foi o mentor do ex-presidente da Índia, Abdul Kalam. A mesma é considerada a melhor faculdade da Universidade de Panjab e uma das melhores do norte da Índia. Oferece cursos acadêmicos de graduação e pós-graduação.

### Transporte

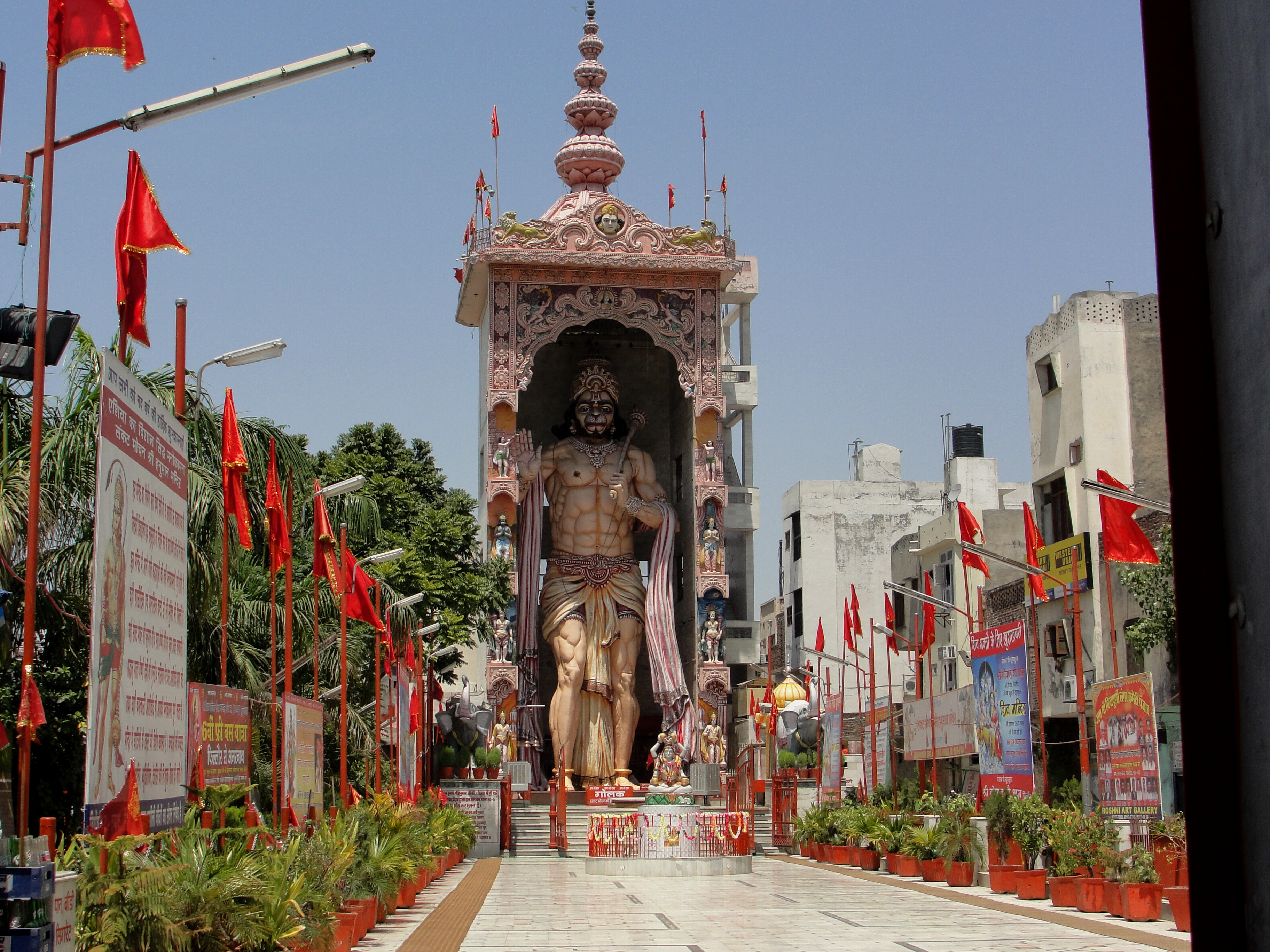
HanumanJi, em Phillaur

Ludhiana tem boas ligações rodoviárias e ferroviárias, já que sua estação ferroviária fica na rota principal de Deli-Amritsar e é um importante entroncamento ferroviário com linhas que vão para Jalandar, Fiozpur e Dhuri. A cidade é conectada com trens diários ou semanais para a maioria dos lugares da Índia, incluindo as cidades de Jammu, Patiala, Pathankot, Jaipur, Chandigarh, Ambala, Panipat, Bombaim e Calcutá. A linha férrea entre Ludhiana e Chandigarh foi inaugurada em 2013.
As principais rodovias nacionais de Ludhiana são a NH 44, NH 5 (antigas NH1 e NH95) e a rodovia estadual SH 11. Os serviços de transporte são também fornecidos por operadores de ônibus privados. A cidade também é servida pelo Aeroporto de Sahnewal (AITA: LUH, OACI: VILD). Ele está localizado perto da cidade de Sahnewal, 5 km a sudeste de Ludhiana. O aeroporto está espalhado por mais de 130 acres. As atuais salas de espera do aeroporto podem acomodar 40 passageiros.
O governo assinou um memorando com Deli para a construção de um metrô, porém o projeto foi cancelado devido a falta de recursos. O mesmo demoraria mais de vinte anos para ser concluído. Os táxis são facilmente encontrados em Ludhiana e esses tornaram-se o meio de transporte mais utilizado pelo povo. O aplicativo Uber é muito popular na cidade. A Zoomcar também fornece carros para aluguel.

### Esporte
O estádio Guru Nanak é conhecido por sediar os jogos de Kabaddi, além de jogos esportivos. As finais da copa do mundo de Kabaddi foram jogadas duas vezes lá. O estádio recebe frequentemente jogos de alto nível de Kabbadi. O Festival Esportivo Kila Raipur, popularmente conhecido como Olimpíada Rural ou Mini Olimpíadas, é realizado anualmente em Kila Raipur, perto de Ludhiana. São realizadas competições rurais, incluindo corridas de carroça e puxar corda. Também muitos skatistas, como Saurabh Sharma e Harshveer Singh Sekhon, deixaram a cidade orgulhosa ao ganharem medalhas em eventos de campeonatos estaduais, municipais, nacionais e mundiais.